# Brazilian Physicists’ Tournament
O Brazilian Physicists’ Tournament (BPT) é um torneio universitário de debates de problemas abertos em física, que congrega alunos de graduação e mestrado. O torneio ocorre anualmente e serve de seletiva nacional para o International Physicists’ Tournament (IPT). O primeiro BPT ocorreu em 2018 entre equipes da Universidade Federal do ABC (UFABC) e Universidade de São Paulo (USP).

## Dinâmica da Competição
O torneio se baseia na disputa de Physics Fights (PF), o momento em que as equipes se enfrentam. Cada PF é composto por três rounds durante os quais, cada uma das equipes assume um papel de Apresentador (Reporter), Opositor (Opponent) ou Revisor (Reviewer).
Durante um PF, a cada round, o time Apresentador tem um tempo determinado para expor a sua solução de um problema que tenha sido desafiado pelo time opositor e que esteja contido na lista prévia de problemas da competição. O time Opositor deve argumentar contra os pontos fracos encontrados na solução, expondo novos caminhos para construir uma solução mais precisa e assertiva para o problema discutido.  O time Revisor entra na discussão trazendo os pontos fortes e fracos da discussão entre o Apresentador e o Opositor, destacando se a discussão contribuiu para uma boa resolução do problema ou quais novos pontos deveriam ser discutidos e clarificados. Os jurados avaliam o desempenho das três equipes dando-lhes notas pela atuação. Um novo round se inicia com os times trocando os papeis e um novo problema sendo desafiado.
No torneio é comum ocorrerem de três a seis Physics Fights, dependendo da quantidade de times participantes. Em determinadas situações, o PF poderá ocorrer com dois times (sem o papel de revisor – neste caso o PF terá duração de 2 rounds) ou com quatro times (um novo papel de Observador é incluído, que não participa da dinâmica durante o round – neste caso o PF terá duração de 4 rounds).

### Equipes
As equipes podem ser formadas por alunos de graduação e mestrado de qualquer curso de ensino superior. Durante a competição, as equipes devem ter seis membros, sendo um deles o capitão da equipe (Team Captain). As equipes também devem ter até dois líderes de equipe (Team Leader) que podem ser professores ou alunos de doutorado e pós-doutorado. Os líderes de equipe atuam como treinadores das equipes, não exercendo função ativa durante as dinâmicas dos PFs.

### Problemas
Os problemas são selecionados pelo comitê organizador do torneio, sendo, normalmente, uma lista reduzida dos problemas da edição corrente do IPT.
Os problemas são classificados como problemas em aberto por não terem uma solução específica na literatura até aquele momento. Eles podem englobar temas cotidianos e fenômenos aparentemente usuais que ainda não foram devidamente explicados, ou a construção e explicação de funcionamento de determinados aparatos. Alguns exemplos de problemas incluem a explicação da formação de uma onda no formato de cobra durante a destruição de uma estrutura metaestável de palitos de sorvete, a explicação do som produzido por uma porca movimentada dentro de um balão de festas e o modelamento do fenômeno do Pêndulo de Gauss.
A resolução dos problemas é feita de maneira prévia à competição e normalmente envolve a reprodução experimental dos fenômenos observados, modelagem matemática e detalhamento qualitativo do fenômeno, além de simulações computacionais.

### Captains Fight
Para escolher a ordem de papeis que cada equipe irá assumir durante um Physics Fight, há uma etapa de disputa direta entre os capitães de cada equipe. Nesta etapa os capitães são desafiados a dar a solução de um problema do tipo Problema de Fermi em poucos minutos.

## Edições
| Edição | Ano  | Sede    | Cidade                              | Participantes | Primeiro Lugar | Segundo Lugar | Terceiro Lugar |
| ------ | ---- | ------- | ----------------------------------- | ------------- | -------------- | ------------- | -------------- |
| 1st    | 2018 | UFABC   | Santo André / São Bernardo do Campo | 2             | UFABC          | USP           | -              |
| 2nd    | 2019 | UFABC   | Santo André                         | 3             | Unicamp        | UFABC         | USP            |
| 3rd    | 2021 | USP     | Online                              | 2             | Unicamp        | USP           | -              |
| 4th    | 2022 | USP     | Online                              | 4             | Unicamp        | UFMG          | UFABC          |
| 5th    | 2022 | Unicamp | Campinas                            | 5             | Unicamp        | UFMG          | UFABC          |
| 6th    | 2023 | UFABC   | Santo André                         | 5             | UFMG           | UFABC         | Unicamp        |

## Participantes
Ao longo das edições, diversas universidade brasileiras participaram do torneio. As instituições participantes foram (as instituições que já foram campeãs estão marcadas com ★):
- Universidade Federal do ABC ★
- Universidade de São Paulo
- Universidade Estadual de Campinas ★
- Universidade Federal de Minas Gerais ★
- Universidade Federal do Rio de Janeiro